# حقوق دیپلماتیک
حقوق دیپلماتیک یکی از شاخه‌های حقوق بین‌الملل است که هنجارها و قواعد مأموریت‌های دیپلماتیک را بیان می‌کند.

## تاریخچه
حقوق دیپلماتیک از قدیمی‌ترین بخش‌های حقوق بین‌الملل است که پیدایش آن به پیدایش دولت و ضرورت برقراری ارتباط میان دولت‌ها برمی‌گردد. از دیرباز دولت‌ها برای ارتباط با یکدیگر گاه اقدام به تعیین نمایندگانی برای سفر به کشور دیگر می‌کردند. تنظیم روابط تجاری میان دو کشور و حمایت از مردم سرزمین خود که در آن سرزمین اقامت می‌کردند از مهمترین وظایف این نمایندگان بود.
تحول مهم حقوق دیپلماتیک با تأسیس نمایندگی‌های دائمی در اواخر دوران رنسانس در دولت‌شهرهای ایتالیا اتفاق افتاد. این دولت‌شهرها اهمیت ایجاد هیئت‌های دیپلماتیک حرفه‌ای را دریافته بودند و مهمترین وظایف آن‌ها کسب اطلاعات، حمایت از منافع سیاسی و نظامی دولت خود و گسترش روابط تجاری بود.
قانون مزایای دیپلماتیک بریتانیا که در سال ۱۷۰۸ در دوران ملکه آن به تصویب رسید از اولین قوانین مربوط به حقوق دیپلماتیک بود.